# Волкова, Мария Аполлоновна
Мария Аполлоновна Волкова (26 марта [6 апреля] 1786, Москва — 28 ноября [10 декабря] 1859, там же) — фрейлина императриц Елизаветы Алексеевны и Марии Фёдоровны. Автор писем к петербургской подруге и родственнице Варваре Ивановне Ланской, которые занимают видное место в отечественной эпистолярной литературе и являются ценным историческим источником. Материалы этой переписки были использованы Л. Н. Толстым при создании романа «Война и мир».

## Биография
Старшая дочь тайного советника, генерал-поручика Аполлона Андреевича Волкова от его брака с Маргаритой Александровной Кошелёвой. Племянница влиятельного при дворе Р. А. Кошелева. По линии Кошелевых состояла в родстве со старой московской знатью.
Родилась и выросла в Москве в родительском доме на Малой Никитской. В 1812 году была пожалована во фрейлины двора в одно время с двумя другими москвичками — Елизаветой Ивановной Нарышкиной (1791—1858) и Александрой Ивановной Пашковой (1798—1871). По словам Е. Яньковой, «все три были далеко не красивы, но очень горды и не находили для себя достойных женихов. Их прозвали „три московские грации“ (les trois grâces de Moscou), но злые языки называли их три Парки (les trois Parques)».
Узнав о нашествии Наполеона, Волковы в целях сохранности перевезли все ценное из подмосковного имения в Клинском уезде в свой московский дом, все перевезённое здесь и погибло вместе с домом в пожаре. Сама Мария Аполлоновна вместе с матерью при приближении французов выехала в Тамбов. В 1813 году они вернулись в разорённую Москву. Лишившись дома, они наняли дом Небольсиной на Земляном Валу и стали чаще бывать в своем имении Высокое. Отличаясь высокими нравственными качествами, Мария Аполлоновна была известна всей Москве.
Состояла в дружеских отношениях с П. А. Вяземским, В. Л. Пушкиным, супругами Берсами и братьями Виельгорскими. Будучи родственницей последних, как певица-любительница, была участницей их домашних концертов в 1820-х годах. Ум Волковой был оценён императором Николаем I. Зимой 1840 года он пригласил её в Петербург, где ей была дана квартира в Зимнем дворце. По словам графа М. Д. Бутурлина, «при дворе она достойно себя показала как представительница и заступница Белокаменной против иронических инсинуаций и нападок на Москву, свойственных петербуржцам. Государь любил с ней беседовать и часто прохаживался под руку по залам Дворянского Собрания».
После возвращения в Москву жила в собственном доме на Страстном бульваре, рядом с Екатерининской больницей. Не имея своей семьи, посвятила себя воспитанию племянников, а также дочери своей подруги В. И. Ланской — Анастасии Перфильевой. «Энергичная, живая, с серыми большими глазами и с седеющими буклями, она была уже не первой молодости, — вспоминала Т. Кузминская, — хороша собой она никогда не была (с похожим на лик мопса лицом), славилась своим прямым и здравым умом и острым языком, которого многие побаивались, все московское общество хорошо к ней относилось, с большим уважением. Мария Аполлоновна была не только умна, но и считалась очень образованной». Память у неё была огромная; читала она всё интересное, дельное, появлявшееся тогда в европейской литературе, и следила за событиями с какою-то совершенно молодою жадностью. Страстная охотница посмеяться, неизменный друг друзей своих, которых собирала у себя раза три в неделю играть в вист; но карты эти были скорее предлог, нежели цель. Между игрой и по окончании шли оживленные разговоры о новостях дня, о новых книгах и статьях.
В 1856 году перед коронацией императора Александра II участвовала при его торжественном въезде в Москву. Вместе с другими старейшими фрейлинами Волкова сидела в одной из старинных золочёных карет. В конце 1850-х годов она продала свой московский дом и переехала к племяннице в Выборг, но вскоре вынуждена была вернуться в Москву и нанять квартиру. Осенью 1859 года по приглашению М. Ю. Виельгорского Волкова ездила в Петербург, где провела месяц, после чего вернулась в Москву.
Умерла в Москве 28 ноября (10 декабря) 1859 года. Похоронена в Новодевичьем монастыре.

## Эпистолярное наследие
Письма Марии Аполлоновны Волковой к Варваре Ланской занимают видное место в отечественной эпистолярной литературе. Написанные на французском языке, они охватывают период с 1812 по 1818 год и представляют собой чрезвычайно ценный материал для характеристики московского дворянского общества начала XIX века. Материалы этой переписки тщательно изучались Л. Н. Толстым в период работы над романом «Война и мир». Установлено, что писатель получил их в конце октября 1863 года от своего тестя А. Е. Берса, который обратил внимание Толстого на то, что в письмах содержатся «весьма интересные» сведения «об духе того времени».
Часть эпистолярного наследия Волковой была напечатана в журнале «Русский архив» в 1872 году, под заглавием «Частные письма 1812 года». Полный корпус писем, в переводе М. П. Свистуновой, впервые увидел свет в «Вестнике Европы» (1874, № 8, 9, 10 и 12; 1875, № 1, 2 и 8), под заглавием «Грибоедовская Москва в письмах М. А. Волковой к В. И. Ланской». В последующие десятилетия переписка неоднократно переиздавались — как в полном объёме, так и выборочно.

## Избранная библиография
- Частные письма 1812 года // Русский архив. — 1872. — № 12. — Стб. 2372—2434.
- Письма М. А. Волковой // Двенадцатый год в воспоминаниях и переписке современников / Сост. В. В. Каллаш. — М.: Тип. т-ва И. Д. Сытина, 1912. — С. 240—279. — 280 с.
- Письма 1812 года М. А. Волковой к В. И. Ланской // Записки очевидца: Воспоминания, дневники, письма / Сост. М. И. Вострышев. — М.: Современник, 1990. — С. 277—322. — 719 с. — 75 000 экз.
- Из частной переписки времён Отечественной войны // Гроза двенадцатого года: Сб. / Сост., предисл., коммент. А. И. Саплина, Е. В. Саплиной. — М.: Молодая гвардия, 1991. — С. 572—575. — 606 с. — (История Отечества в романах, повестях, документах). — 100 000 экз.
- Из писем М. А. Волковой В. И. Ланской: 1812—1818 гг. // Российский Архив: История Отечества в свидетельствах и документах XVIII—XX вв.: Альманах. — М.: Студия ТРИТЭ: Российский Архив, 2007. — Т. XV. — С. 558—569. — 592 с.
- „Дней прошлых гордые следы“: Переписка Марии Аполлоновны Волковой. 1812—1813 годы. — М.: Минувшее, 2012. — 312 с. — (Русские дневники, письма, воспоминания).
- Письма М. А. Волковой // Двенадцатый год в воспоминаниях и переписке современников / Сост. В. В. Каллаш. — СПб.: Альфарет, 2012. — С. 240—279. — 288 с. — 30 экз.
- Грибоедовская Москва в письмах М. А. Волковой к В. И. Ланской. 1812-1818 гг. / Предисл., коммент. и указ. имён Е. Н. Савиновой. — СПб.: Изд-во ГПИБ, 2013. — (Вглядываясь в прошлое).